# Égat
Égat (prononcé [eɡat]  ; en catalan Èguet) est une commune française située dans le sud-ouest du département des Pyrénées-Orientales, en région Occitanie. Sur le plan historique et culturel, la commune est dans la Cerdagne, une haute plaine à une altitude moyenne de 1 200 m d'altitude, qui s'étend d'est en ouest sur une quarantaine de kilomètres entre Mont-Louis et Bourg-Madame.
Exposée à un climat de montagne, elle est drainée par Rec de les Canaletes, Rec de l'Estahuja et par un autre cours d'eau. Incluse dans le parc naturel régional des Pyrénées catalanes, la commune possède un patrimoine naturel remarquable composé de trois zones naturelles d'intérêt écologique, faunistique et floristique.
Égat est une commune rurale qui compte 418 habitants en 2022, après avoir connu une forte hausse de la population depuis 1962. Ses habitants sont appelés les Égatois ou Égatoises.

## Géographie

### Localisation
La commune d'Égat se trouve dans le département des Pyrénées-Orientales, en région Occitanie.
Elle se situe à 75 km à vol d'oiseau de Perpignan, préfecture du département, et à 36 km de Prades, sous-préfecture.
Les communes les plus proches sont : 
Font-Romeu-Odeillo-Via (1,5 km), Targasonne (1,6 km), Estavar (3,7 km), Saillagouse (4,9 km), Bolquère (5,0 km), Angoustrine-Villeneuve-des-Escaldes (5,8 km), Eyne (6,2 km), Llo (6,4 km).
Sur le plan historique et culturel, Égat fait partie de la région de la Cerdagne, une haute plaine à une altitude moyenne de 1 200 m d'altitude, qui s'étend d'est en ouest sur une quarantaine de kilomètres entre Mont-Louis et Bourg-Madame.

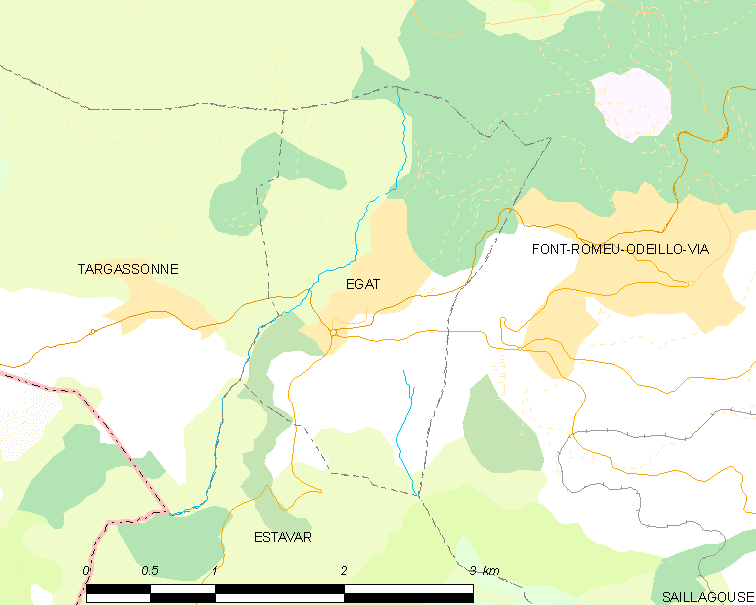
Situation de la commune.

|            |         | Font-Romeu-Odeillo-Via |
| Targasonne | Égat    |                        |
|            | Estavar |                        |

### Géologie et relief
La commune est classée en zone de sismicité 4, correspondant à une sismicité moyenne.

### Climat
Pour des articles plus généraux, voir Climat de l'Occitanie et Climat des Pyrénées-Orientales.
En 2010, le climat de la commune est de type climat des marges montargnardes, selon une étude du CNRS s'appuyant sur une série de données couvrant la période 1971-2000. En 2020, Météo-France publie une typologie des climats de la France métropolitaine dans laquelle la commune est exposée à un climat de montagne ou de marges de montagne et est dans la région climatique Pyrénées orientales, caractérisée par une faible pluviométrie, un très bon ensoleillement (2 600 h/an), un air sec, particulièrement en hiver et peu de brouillards.
Pour la période 1971-2000, la température annuelle moyenne est de 7,1 °C, avec une amplitude thermique annuelle de 15,1 °C. Le cumul annuel moyen de précipitations est de 748 mm, avec 7,1 jours de précipitations en janvier et 6,5 jours en juillet. Pour la période 1991-2020, la température moyenne annuelle observée sur la station météorologique la plus proche, située sur la commune de Formiguères à 15 km à vol d'oiseau, est de 7,6 °C et le cumul annuel moyen de précipitations est de 737,3 mm,. Pour l'avenir, les paramètres climatiques de la commune estimés pour 2050 selon différents scénarios d’émission de gaz à effet de serre sont consultables sur un site dédié publié par Météo-France en novembre 2022.

### Milieux naturels et biodiversité

#### Espaces protégés
La protection réglementaire est le mode d’intervention le plus fort pour préserver des espaces naturels remarquables et leur biodiversité associée,.
Dans ce cadre, la commune fait partie.
Un  espace protégé est présent sur la commune : 
le parc naturel régional des Pyrénées catalanes, créé en 2004 et d'une superficie de 139 062 ha, qui s'étend sur 66 communes du département. Ce territoire s'étage des fonds maraîchers et fruitiers des vallées de basse altitude aux plus hauts sommets des Pyrénées-Orientales en passant par les grands massifs de garrigue et de forêt méditerranéenne,.

#### Zones naturelles d'intérêt écologique, faunistique et floristique
L’inventaire des zones naturelles d'intérêt écologique, faunistique et floristique (ZNIEFF) a pour objectif de réaliser une couverture des zones les plus intéressantes sur le plan écologique, essentiellement dans la perspective d’améliorer la connaissance du patrimoine naturel national et de fournir aux différents décideurs un outil d’aide à la prise en compte de l’environnement dans l’aménagement du territoire.
Une ZNIEFF de type 1 est recensée sur la commune :
les « collines d'Estavar et Saillagouse » (888 ha), couvrant 4 communes du département et deux ZNIEFF de type 2, : 
- la « Haute Cerdagne » (5 477 ha), couvrant 12 communes du département[20] ;
- le « Serrat des Loups » (9 330 ha), couvrant 9 communes du département[21].

Carte des ZNIEFF de type 1 et 2 à Égat.
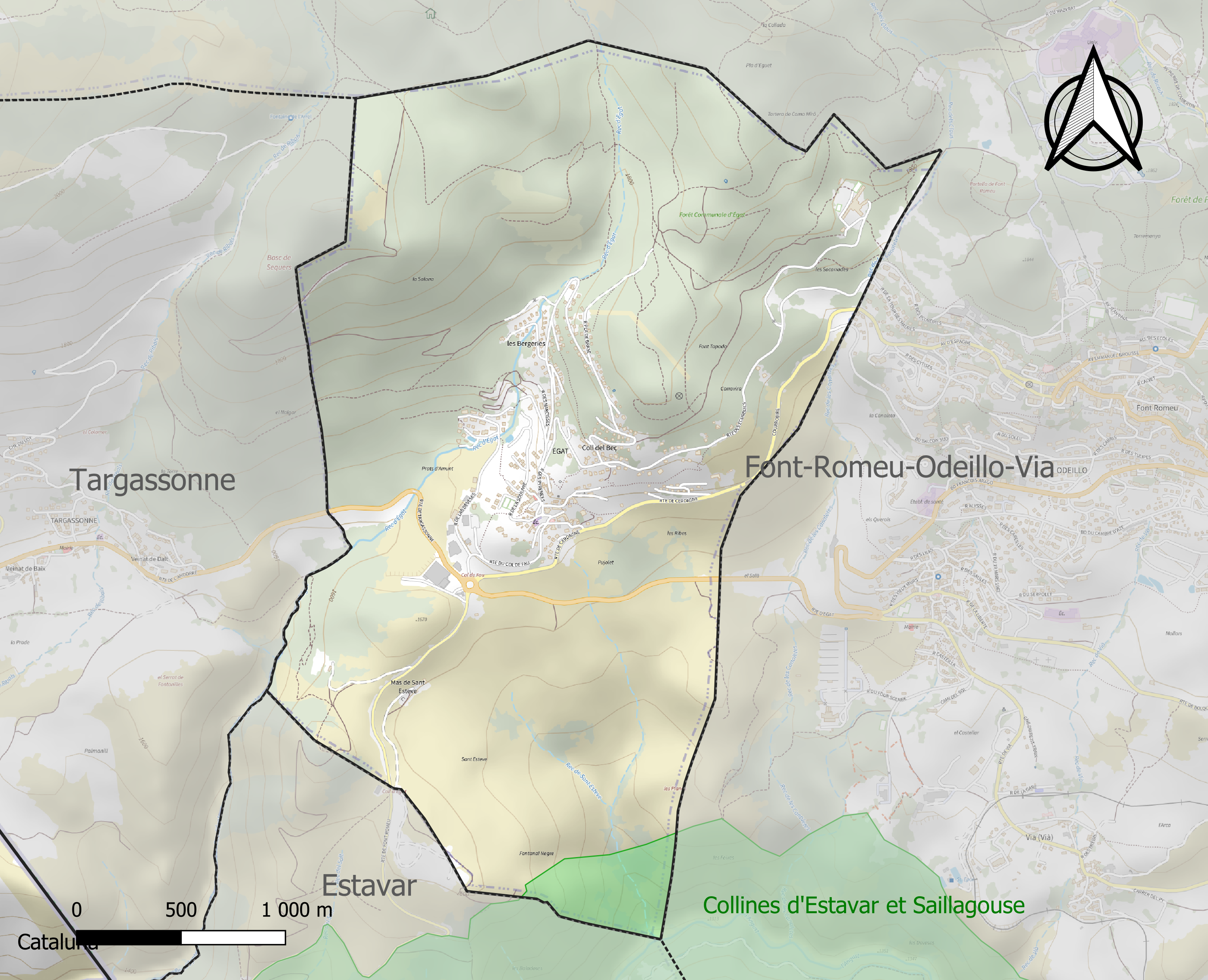
Carte de la ZNIEFF de type 1 sur la commune.
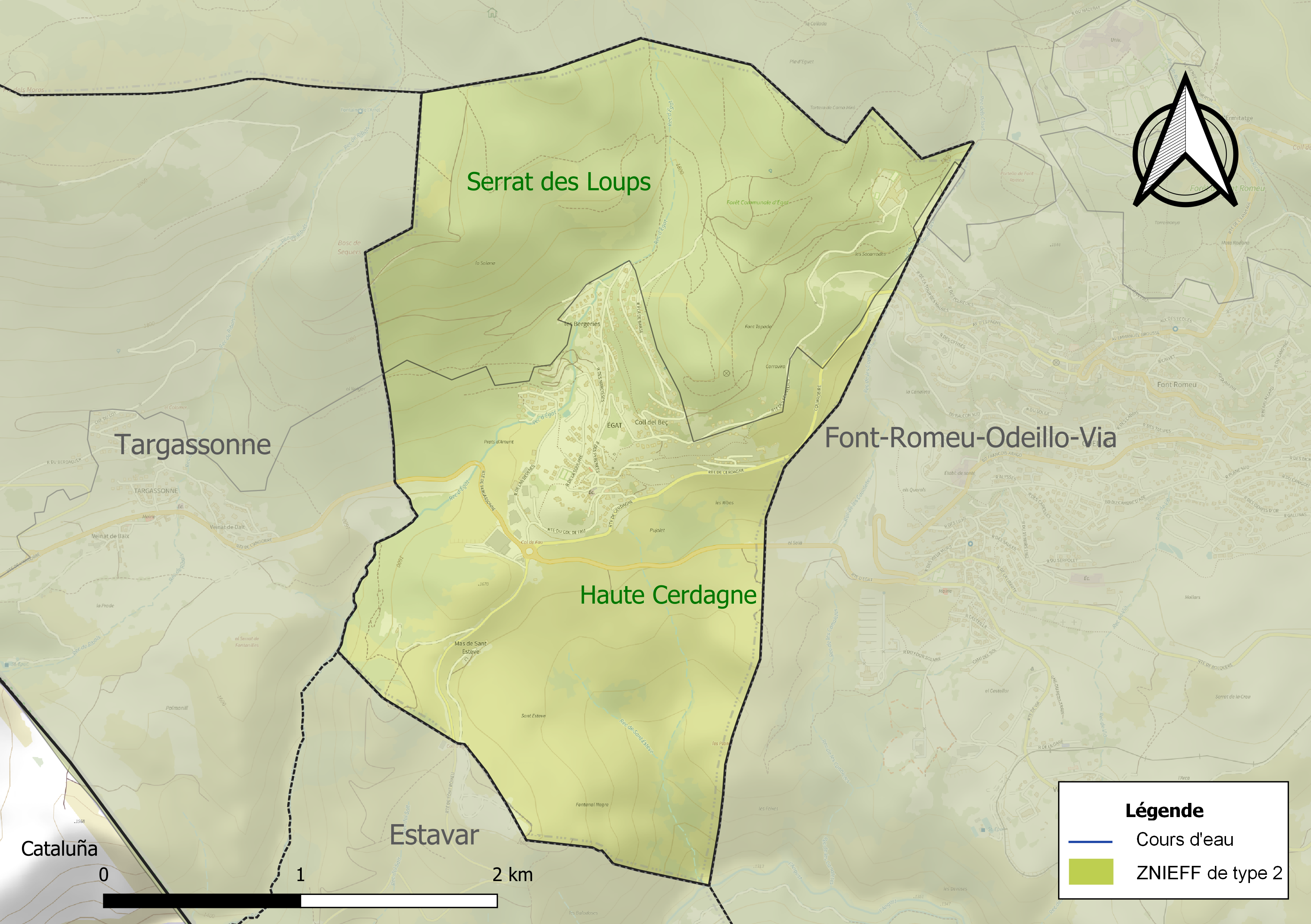
Carte des ZNIEFF de type 2 sur la commune.

## Urbanisme

### Typologie
Au 1er janvier 2024, Égat est catégorisée commune rurale à habitat dispersé, selon la nouvelle grille communale de densité à sept niveaux définie par l'Insee en 2022.
Elle est située hors unité urbaine et hors attraction des villes,.

### Occupation des sols
L'occupation des sols de la commune, telle qu'elle ressort de la base de données européenne d’occupation biophysique des sols Corine Land Cover (CLC), est marquée par l'importance des forêts et milieux semi-naturels (60,1 % en 2018), en augmentation par rapport à 1990 (53,1 %). La répartition détaillée en 2018 est la suivante : 
milieux à végétation arbustive et/ou herbacée (31,7 %), prairies (29 %), forêts (28,4 %), zones urbanisées (10,9 %). L'évolution de l’occupation des sols de la commune et de ses infrastructures peut être observée sur les différentes représentations cartographiques du territoire : la carte de Cassini (XVIIIe siècle), la carte d'état-major (1820-1866) et les cartes ou photos aériennes de l'IGN pour la période actuelle (1950 à aujourd'hui).

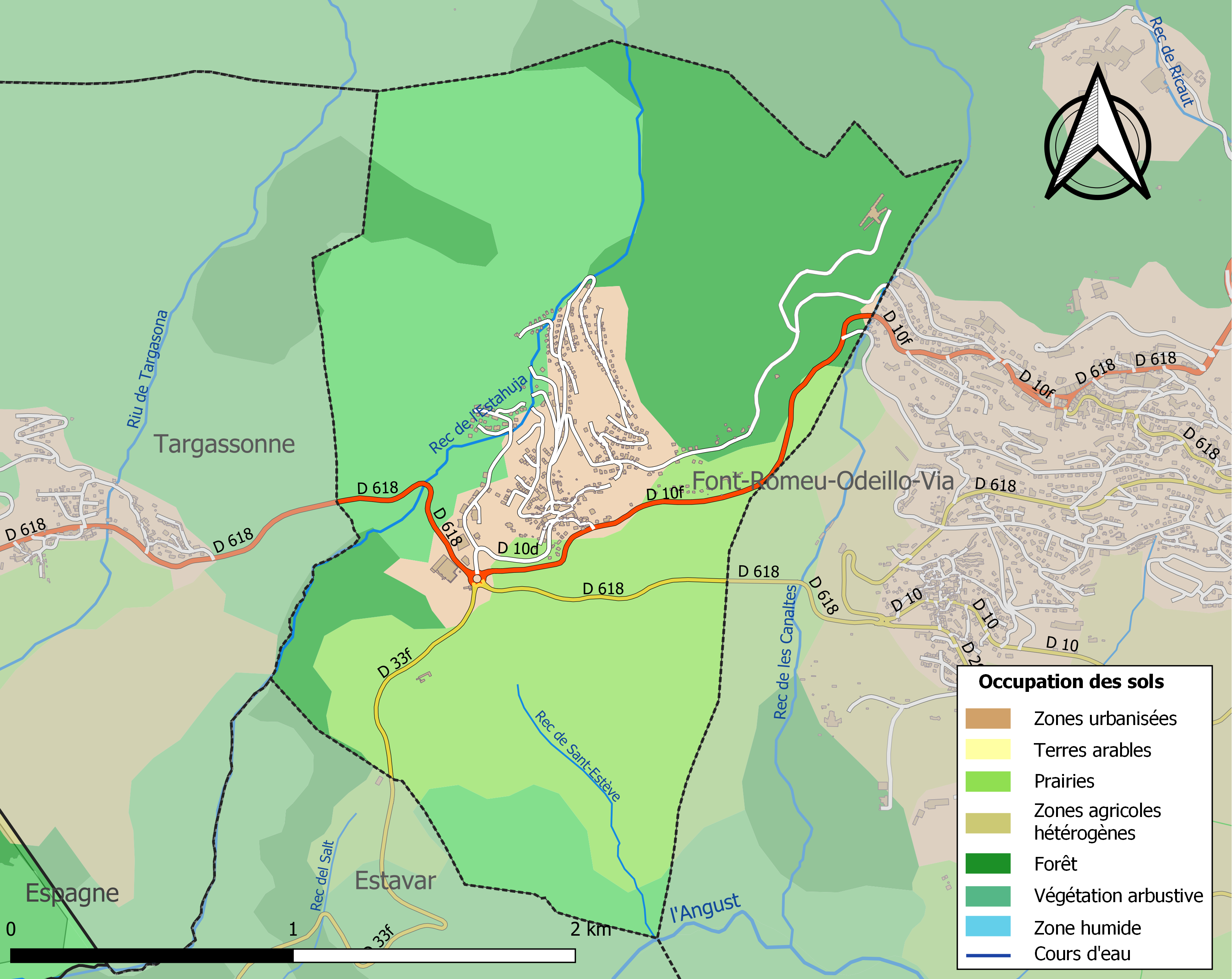
Carte des infrastructures et de l'occupation des sols de la commune en 2018 (CLC).

### Voies de communication et transports
La ligne 560 du réseau régional liO relie la commune à la gare de Perpignan.

### Risques majeurs
Le territoire de la commune d'Égat est vulnérable à différents aléas naturels : inondations, climatiques (grand froid ou canicule), feux de forêts, mouvements de terrains et séisme (sismicité moyenne). Il est également exposé à un risque particulier, le risque radon,.

#### Risques naturels

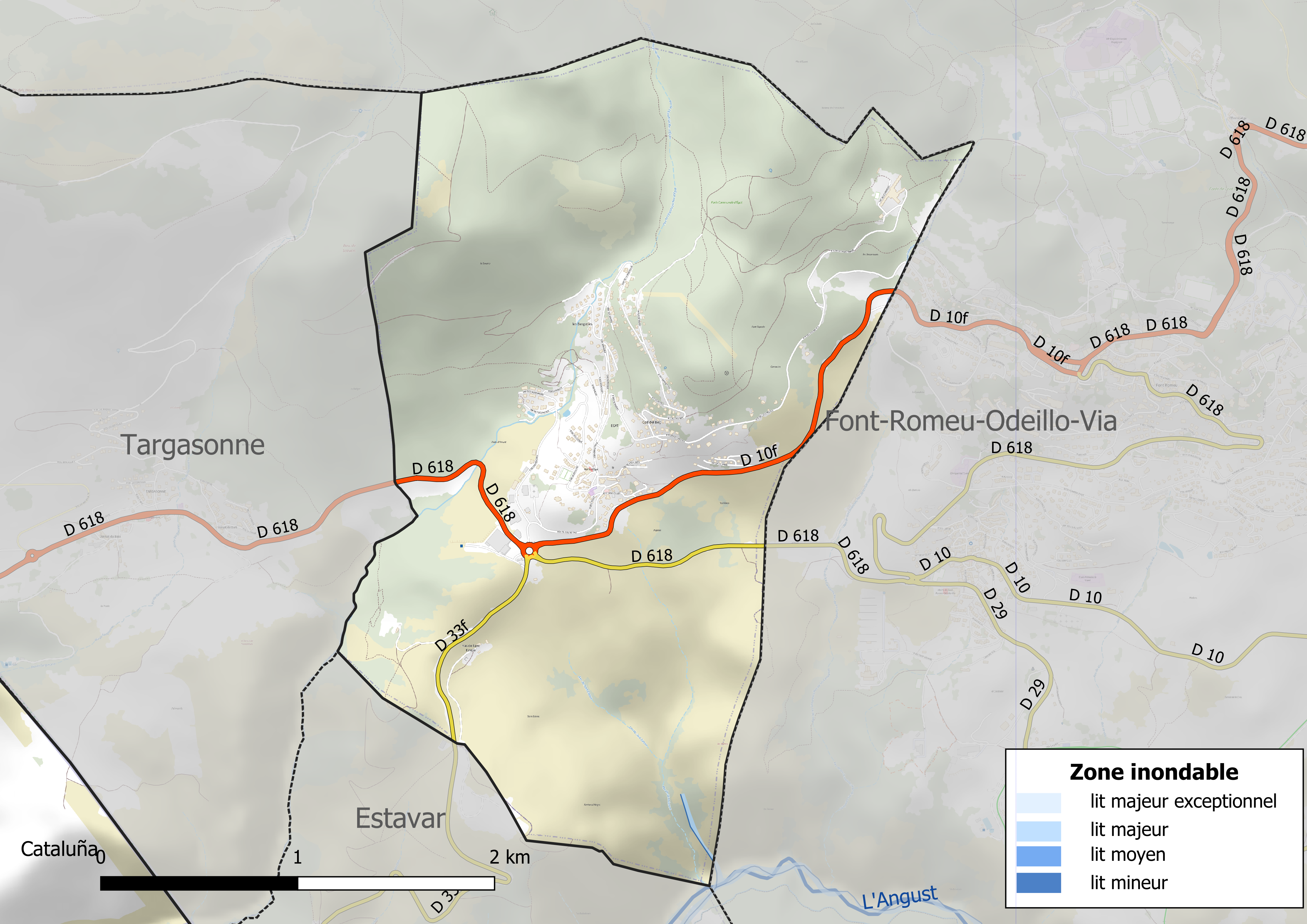
Zones inondables de la commune d'Égat.

Certaines parties du territoire communal sont susceptibles d’être affectées par le risque d’inondation par crue torrentielle de cours d'eau du bassin du Sègre.
Les mouvements de terrains susceptibles de se produire sur la commune sont soit des glissements de terrains, soit des chutes de blocs.

#### Risque particulier
Dans plusieurs parties du territoire national, le radon, accumulé dans certains logements ou autres locaux, peut constituer une source significative d’exposition de la population aux rayonnements ionisants. Toutes les communes du département sont concernées par le risque radon à un niveau plus ou moins élevé. Selon la classification de 2018, la commune d'Égat est classée en zone 3, à savoir zone à potentiel radon significatif.

## Toponymie
En catalan, le nom de la commune est Èguet.

## Politique et administration

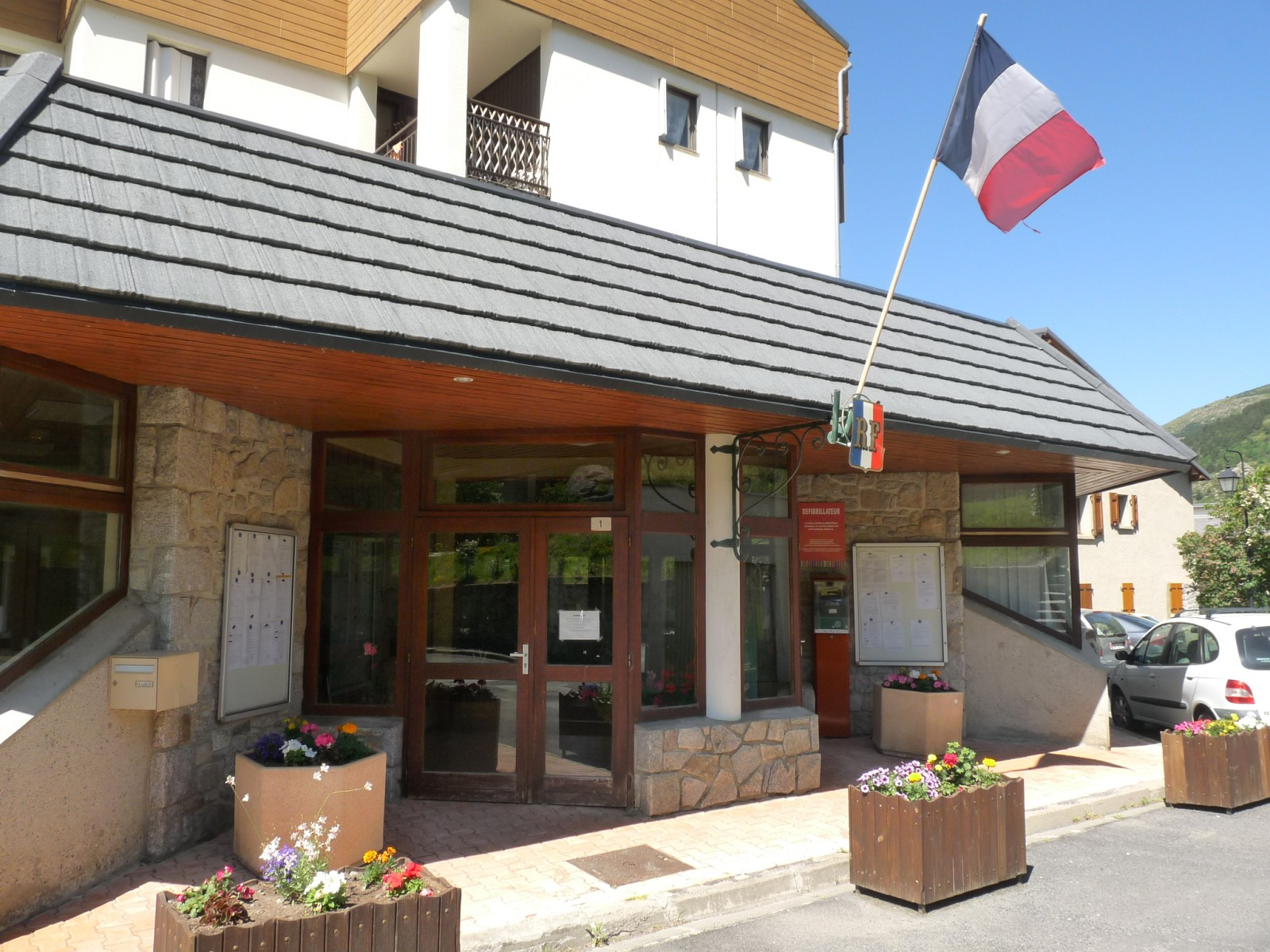
La mairie.

À compter des élections départementales de 2015, la commune est incluse dans le nouveau canton des Pyrénées catalanes.

### Liste des maires
| Période   | Période   | Identité           | Étiquette | Qualité |
| --------- | --------- | ------------------ | --------- | ------- |
| Mars 2001 | Mars 2020 | Grégoire Vallbona, |           |         |
| Mars 2020 | En cours  | Claude Grau        |           |         |

## Population et société

### Démographie ancienne
La population est exprimée en nombre de feux (f) ou d'habitants (H).
| 1378 | 1515 | 1553 | 1709 | 1720 | 1767 | 1774 | 1788  | 1789 |
| ---- | ---- | ---- | ---- | ---- | ---- | ---- | ----- | ---- |
| 8 f  | 5 f  | 4 f  | 18 f | 14 f | 92 H | 27 f | 103 H | 16 f |

Note :
- 1365 : comptée avec Odeillo.

### Démographie contemporaine
L'évolution du nombre d'habitants est connue à travers les recensements de la population effectués dans la commune depuis 1793. Pour les communes de moins de 10 000 habitants, une enquête de recensement portant sur toute la population est réalisée tous les cinq ans, les populations de référence des années intermédiaires étant quant à elles estimées par interpolation ou extrapolation. Pour la commune, le premier recensement exhaustif entrant dans le cadre du nouveau dispositif a été réalisé en 2004.

En 2022, la commune comptait 418 habitants, en évolution de −6,49 % par rapport à 2016 (Pyrénées-Orientales : +3,92 %, France hors Mayotte : +2,11 %).
| 1793 | 1800 | 1806 | 1821 | 1831 | 1836 | 1841 | 1846 | 1851 |
| ---- | ---- | ---- | ---- | ---- | ---- | ---- | ---- | ---- |
| 89   | 65   | 78   | 87   | 85   | 89   | 94   | 103  | 102  |

| 1856 | 1861 | 1866 | 1872 | 1876 | 1881 | 1886 | 1891 | 1896 |
| ---- | ---- | ---- | ---- | ---- | ---- | ---- | ---- | ---- |
| 115  | 110  | 109  | 113  | 125  | 124  | 120  | 106  | 90   |

| 1901 | 1906 | 1911 | 1921 | 1926 | 1931 | 1936 | 1946 | 1954 |
| ---- | ---- | ---- | ---- | ---- | ---- | ---- | ---- | ---- |
| 99   | 104  | 98   | 78   | 74   | 66   | 69   | 60   | 53   |

| 1962 | 1968 | 1975 | 1982 | 1990 | 1999 | 2004 | 2006 | 2009 |
| ---- | ---- | ---- | ---- | ---- | ---- | ---- | ---- | ---- |
| 81   | 122  | 202  | 310  | 419  | 494  | 475  | 462  | 453  |

| 2014 | 2019 | 2022 | - | - | - | - | - | - |
| ---- | ---- | ---- | - | - | - | - | - | - |
| 442  | 421  | 418  | - | - | - | - | - | - |

| selon la population municipale des années : | 1968 | 1975 | 1982 | 1990 | 1999 | 2006 | 2009 | 2013 |
| Rang de la commune dans le département      | 163  | 141  | 120  | 106  | 103  | 111  | 109  | 112  |
| Nombre de communes du département           | 232  | 217  | 220  | 225  | 226  | 226  | 226  | 226  |

### Enseignement

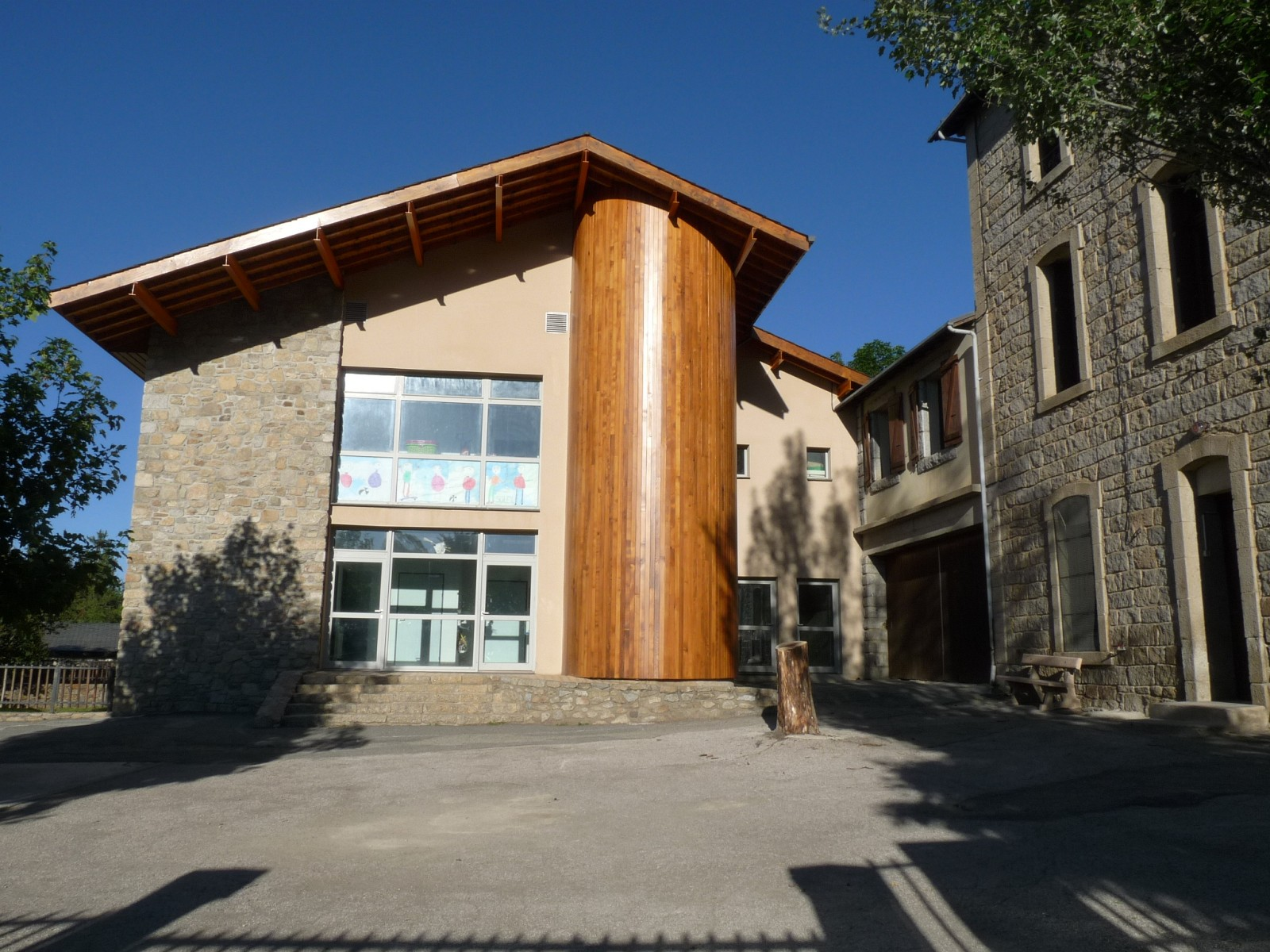
L'école.

L'école est un regroupement pédagogique intercommunal entre Égat et Targasonne. Égat accueille l'école primaire de la maternelle au CE1, et Targasonne l'école élémentaire du CE2 au CM2. L'école est située au bourg, face à l'église.
Le secteur du collège est Font-Romeu.

### Manifestations culturelles et festivités
- Fête communale : 2e dimanche d'octobre[42].
- En 2016, s'est tenu à Égat le congrès de la Société mycologique de France.

## Économie

### Revenus
En 2018, la commune compte 199 ménages fiscaux, regroupant 448 personnes. La médiane du revenu disponible par unité de consommation est de 19 960 € (19 350 € dans le département).

### Emploi
|                | 2008   | 2013   | 2018   |
| -------------- | ------ | ------ | ------ |
| Commune        | 4,2 %  | 9,3 %  | 9,3 %  |
| Département    | 10,3 % | 12,9 % | 13,3 % |
| France entière | 8,3 %  | 10 %   | 10 %   |

En 2018, la population âgée de 15 à 64 ans s'élève à 276 personnes, parmi lesquelles on compte 82,6 % d'actifs (73,3 % ayant un emploi et 9,3 % de chômeurs) et 17,4 % d'inactifs,. Depuis 2008, le taux de chômage communal (au sens du recensement) des 15-64 ans est inférieur à celui de la France et du département.
La commune est hors attraction des villes,. Elle compte 143 emplois en 2018, contre 187 en 2013 et 194 en 2008. Le nombre d'actifs ayant un emploi résidant dans la commune est de 204, soit un indicateur de concentration d'emploi de 70 % et un taux d'activité parmi les 15 ans ou plus de 66,8 %.
Sur ces 204 actifs de 15 ans ou plus ayant un emploi, 44 travaillent dans la commune, soit 22 % des habitants. Pour se rendre au travail, 90,5 % des habitants utilisent un véhicule personnel ou de fonction à quatre roues, 1,5 % les transports en commun, 4,5 % s'y rendent en deux-roues, à vélo ou à pied et 3,5 % n'ont pas besoin de transport (travail au domicile).

### Activités hors agriculture

#### Secteurs d'activités
69 établissements sont implantés  à Égat au 31 décembre 2019. Le tableau ci-dessous en détaille le nombre par secteur d'activité et compare les ratios avec ceux du département,.
| Secteur d'activité                                                                                        | Commune | Commune | Département |
| Secteur d'activité                                                                                        | Nombre  | %       | %           |
| --- | ------- | ------- | ----------- |
| Ensemble                                                                                                  | 69      |         |             |
| Industrie manufacturière, industries extractives et autres                                                | 7       | 10,1 %  | (8,7 %)     |
| Construction                                                                                              | 15      | 21,7 %  | (14,3 %)    |
| Commerce de gros et de détail, transports, hébergement et restauration                                    | 15      | 21,7 %  | (30,5 %)    |
| Information et communication                                                                              | 1       | 1,4 %   | (1,9 %)     |
| Activités immobilières                                                                                    | 3       | 4,3 %   | (6,2 %)     |
| Activités spécialisées, scientifiques et techniques et activités de services administratifs et de soutien | 7       | 10,1 %  | (13 %)      |
| Administration publique, enseignement, santé humaine et action sociale                                    | 11      | 15,9 %  | (13,9 %)    |
| Autres activités de services                                                                              | 10      | 14,5 %  | (8,5 %)     |

Le secteur du commerce de gros et de détail, des transports, de l'hébergement et de la restauration est prépondérant sur la commune puisqu'il représente 21,7 % du nombre total d'établissements de la commune (15 sur les 69 entreprises implantées  à Égat), contre 30,5 % au niveau départemental.

#### Entreprises et commerces
Les trois entreprises ayant leur siège social sur le territoire communal qui génèrent le plus de chiffre d'affaires en 2020 sont : 
- Egadis, supermarchés (12 340 k€)
- Per-Formance SAS, activités des professionnels de la rééducation, de l'appareillage et des pédicures-podologues (80 k€)
- Promotion Biomecanique Et Osteopathie, autres activités de soutien aux entreprises n.c.a. (14 k€)

### Agriculture
|               | 1988 | 2000 | 2010 | 2020 |
| ------------- | ---- | ---- | ---- | ---- |
| Exploitations | 3    | 0    | 1    | 2    |
| SAU (ha)      | 36   | 0    | 95   | 88   |

La commune est dans la Cerdagne, une petite région agricole située à l'extrême ouest du département des Pyrénées-Orientales. En 2020, l'orientation technico-économique de l'agriculture  sur la commune est l'élevage d'équidés et/ou d' autres herbivores. Deux exploitations agricoles ayant leur siège dans la commune sont dénombrées lors du recensement agricole de 2020 (trois en 1988). La superficie agricole utilisée est de 88 ha,,.

## Culture locale et patrimoine

### Monuments et lieux touristiques
Égat a la particularité de ne pas posséder de monument aux morts sur son territoire.
- La Tour des Maures est une tour de guet du Xe siècle située au sommet du village, dominant l'ensemble de la Cerdagne française. Cette tour faisait partie d'un réseau de tours à signaux qui jalonnait l'ancienne limite entre l'empire des Maures et celui des Francs.
- L'église paroissiale Saint-Étienne d'Égat.

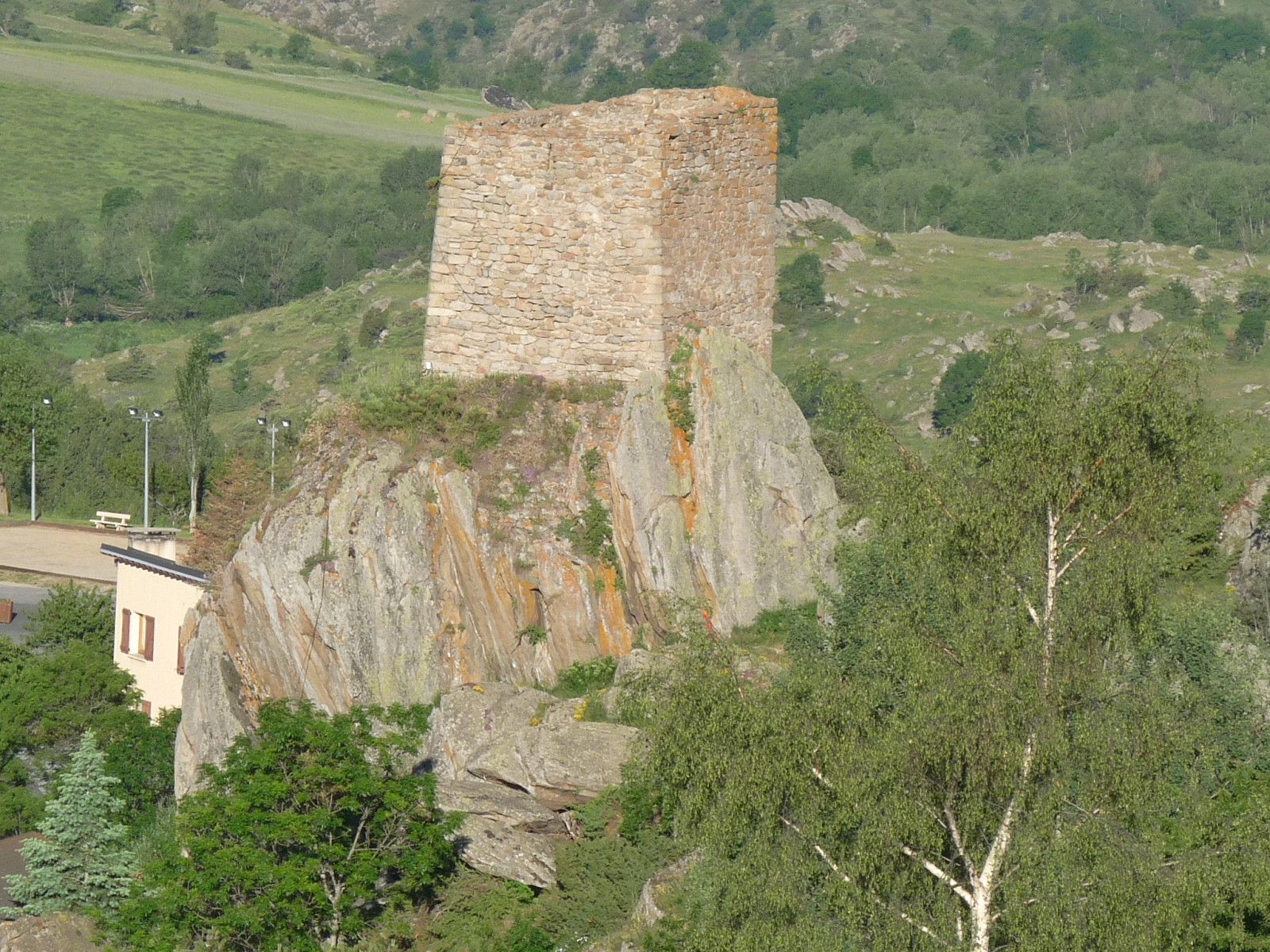
La Tour des Maures.
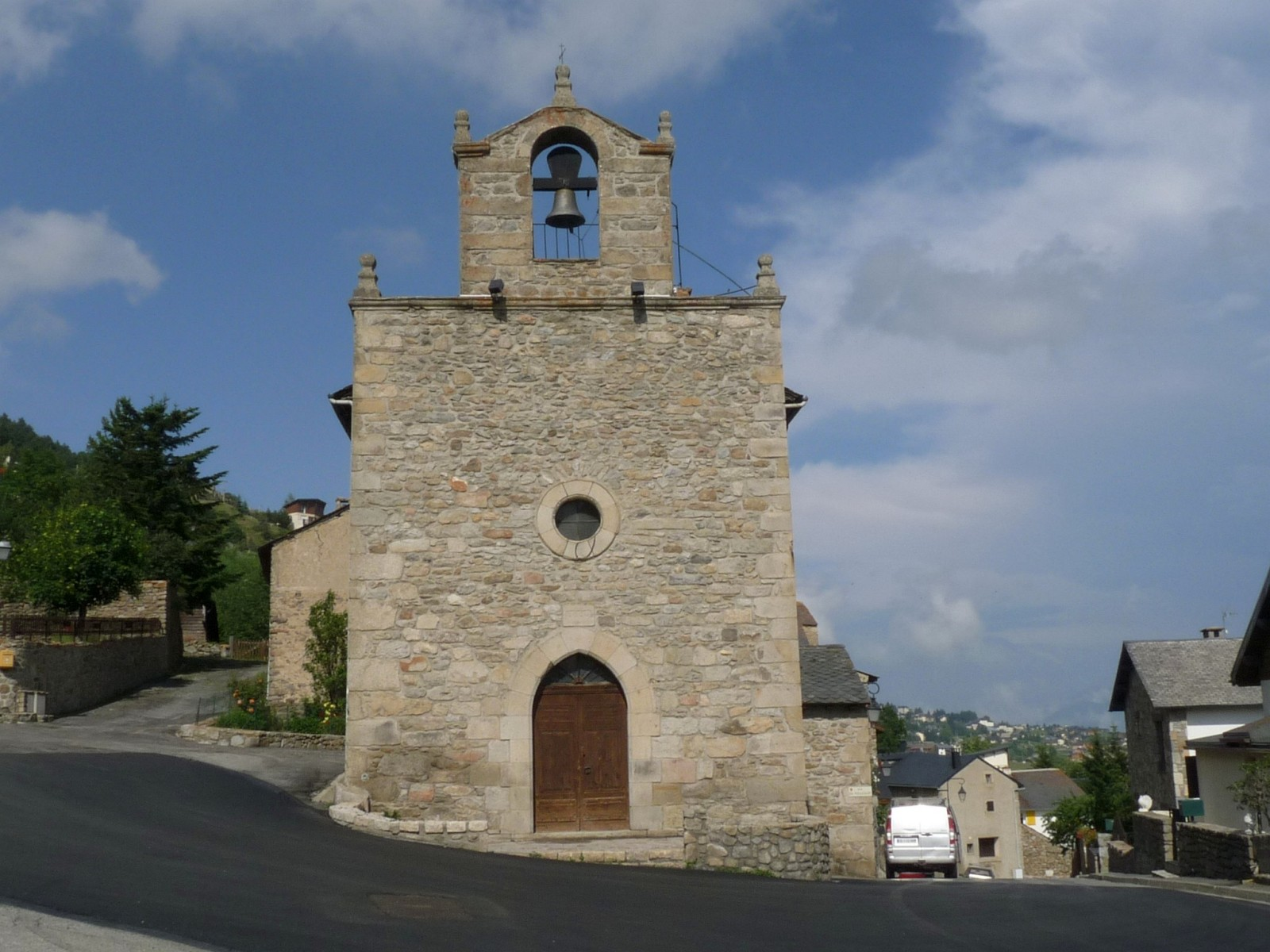
L'église Saint-Étienne.